# Ne mutlu Türküm diyene

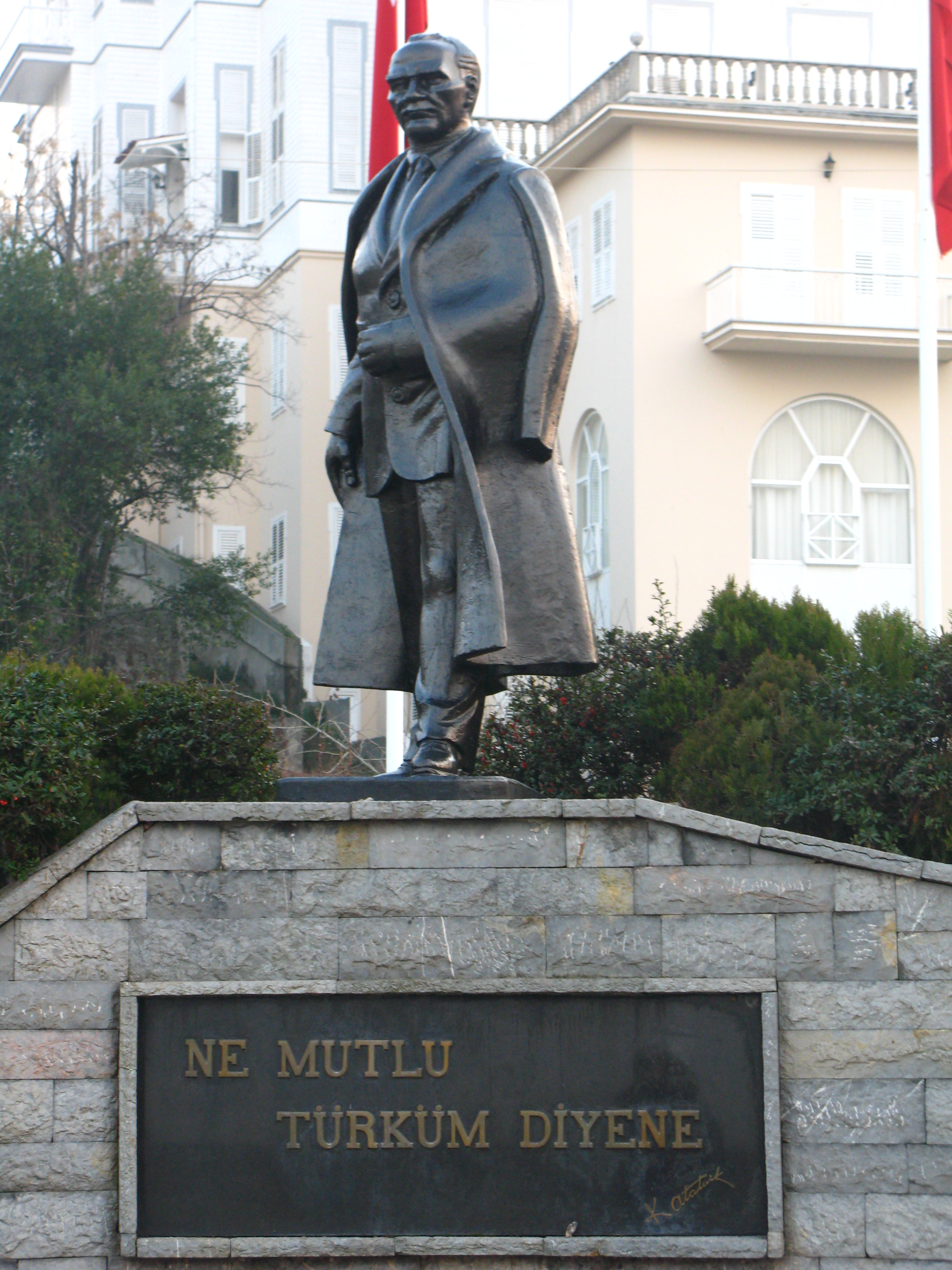
A jelmondat Atatürk egy isztambuli szobra alatt

A Ne mutlu Türküm diyene („Boldog, aki töröknek mondja magát”) Mustafa Kemal Atatürk, Törökország alapítójának mondása, mely a Török Köztársaság alapításának 10. évfordulójára mondott beszédében hangzott el 1933-ban. A kemalizmus egyik fontos jelmondata. 1972-ben az Oktatásügyi Minisztérium beépítette a diákeskübe, amelyet minden nap iskolakezdéskor a diákoknak el kellett mondaniuk. A diákeskü kötelező jellegét 2013-ban eltörölték.

## Az eskü szövege
Türküm, doğruyum, çalışkanım. İlkem, küçüklerimi korumak, büyüklerimi saymak, yurdumu, milletimi, özümden çok sevmektir. Ülküm, yükselmek, ileri gitmektir. Ey büyük Atatürk! Açtığın yolda, gösterdiğin hedefe durmadan yürüyeceğime ant içerim. Varlığım Türk varlığına armağan olsun. Ne mutlu Türküm diyene!
„Török vagyok, becsületes és szorgos. Alapelvem, hogy oltalmazzam a fiatalabbakat, tiszteljem az idősebbeket, hazámat és nemzetemet pedig önmagamnál is jobban szeressem. Eszményképem a feltörekvés és a haladás. Ó nagy Atatürk! Esküszöm, hogy az általad megnyitott úton feltartóztathatatlanul igyekszem eljutni az általad kijelölt célhoz. Hadd ajánljam fel életemet ajándékként a török nemzet javára! Mily boldogság, ha valaki azt mondhatja magáról, hogy török vagyok”